# Fußball-Bundesliga 1974-1975 (Austria)
L'edizione 1974-75 della Bundesliga, ristrutturata in una nuova lega professionistica con tendenzialmente un club per provincia, vide la vittoria finale dell'FC Wacker Innsbruck.
Capocannoniere del torneo fu Helmut Köglberger (Austria Vienna/WAC e Linzer ASK) con 22 reti.

## Classifica finale
|    | Classifica            | G  | V  | N  | P  | GF | GS | Pt |
| -- | --------------------- | -- | -- | -- | -- | -- | -- | -- |
| 1  | FC Wacker Innsbruck   | 36 | 24 | 3  | 9  | 76 | 36 | 51 |
| 2  | VOEST Linz            | 36 | 16 | 10 | 10 | 51 | 33 | 42 |
| 3  | Rapid Vienna          | 36 | 16 | 9  | 11 | 57 | 41 | 41 |
| 4  | Austria Vienna/WAC    | 36 | 14 | 9  | 13 | 59 | 52 | 37 |
| 5  | Sturm Graz            | 36 | 13 | 10 | 13 | 46 | 45 | 36 |
| 6  | Linzer ASK            | 36 | 12 | 10 | 14 | 50 | 55 | 34 |
| 7  | SV Austria Salisburgo | 36 | 12 | 9  | 15 | 41 | 54 | 33 |
| 8  | Admira Wacker         | 36 | 11 | 9  | 16 | 46 | 55 | 31 |
| 9  | Austria Klagenfurt    | 36 | 11 | 6  | 19 | 32 | 57 | 28 |
| 10 | SC Eisenstadt         | 36 | 8  | 11 | 17 | 35 | 65 | 27 |

## Verdetti
- FC Wacker Innsbruck Campione d'Austria 1974-75.
- VOEST Linz e Rapid Vienna ammesse alla Coppa UEFA 1975-1976.
- SC Eisenstadt retrocesso in Erste Liga.